# Composizione del Senato della Repubblica
La composizione del Senato della Repubblica Italiana nelle diverse legislature:
- Composizione del Senato della Repubblica nella I legislatura (1948-53)
- Composizione del Senato della Repubblica nella II legislatura (1953-58)
- Composizione del Senato della Repubblica nella III legislatura (1958-63)
- Composizione del Senato della Repubblica nella IV legislatura (1963-68)
- Composizione del Senato della Repubblica nella V legislatura (1968-72)
- Composizione del Senato della Repubblica nella VI legislatura (1972-76)
- Composizione del  Senato della Repubblica nella VII legislatura (1976-79)
- Composizione del Senato della Repubblica nella VIII legislatura (1979-83)
- Composizione del Senato della Repubblica nella IX legislatura (1983-87)
- Composizione del Senato della Repubblica nella X legislatura (1987-92)
- Composizione del Senato della Repubblica nella XI legislatura (1992-94)
- Composizione del Senato della Repubblica nella XII legislatura (1994-96)
- Composizione del Senato della Repubblica nella XIII legislatura (1996-2001)
- Composizione del Senato della Repubblica nella XIV legislatura (2001-2006)
- Composizione del Senato della Repubblica nella XV legislatura (2006-2008)
- Composizione del Senato della Repubblica nella XVI legislatura (2008-2013)
- Composizione del Senato della Repubblica nella XVII legislatura (2013-2018)
- Composizione del Senato della Repubblica nella XVIII legislatura (2018-2022)
- Composizione del Senato della Repubblica nella XIX legislatura (dal 2022)